# Marie Clémence Lesson

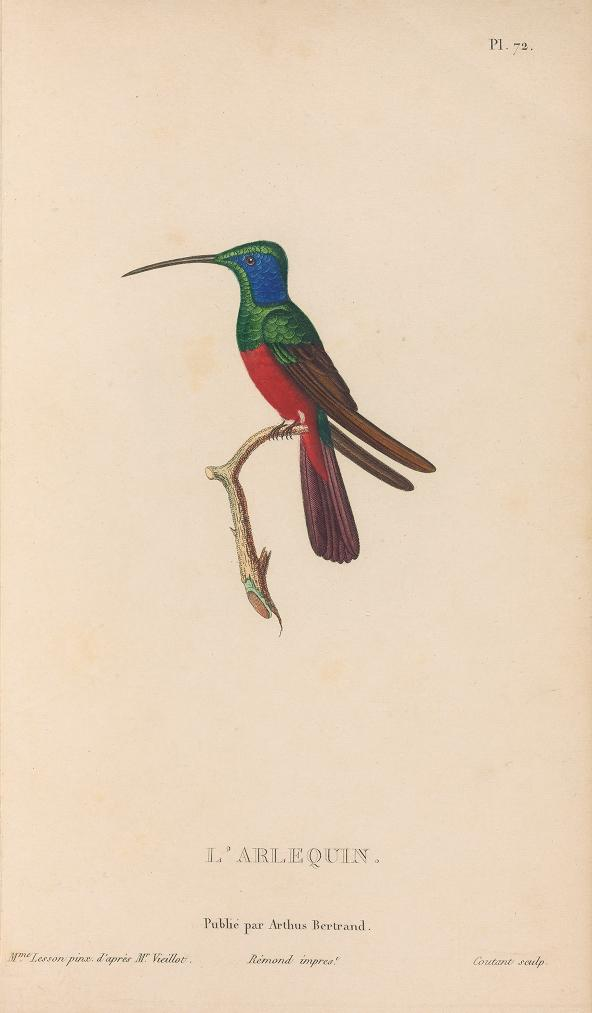
Harlekin-Kolibri (offenbar aus der Unterfamilie Trochilinae), Werk von Marie Clémence Lesson

Marie Clémence Lesson, geboren als Marie Clémence Dumont de Sainte-Croix, (* 2. März 1800 in Paris; † 4. August 1834 in Rochefort) war eine französische wissenschaftliche Illustratorin.

## Biographie
Ihre Eltern waren der französische Ornithologe Charles Dumont de Sainte Croix (1758–1830) und Rosalie Rey de Neuvie (1777–1854). Der Politiker André Dumont (1764–1838) war ihr Onkel. Sie wuchs in Paris auf und wurde dort zur wissenschaftliche Illustratorin vor allem für Naturkunde-Themen ausgebildet.
Im Februar 1827 heiratete sie in Paris den französischen Ornithologen René Primevère Lesson (1794–1849). Sie war seine zweite Frau, die gemeinsame Tochter starb noch im Kindesalter.
Ihre Illustrationen erscheinen im Buch ihres Mannes Histoire Naturelle des Oiseaux-Mouches. Weitere Arbeiten fertigte sie für den Botaniker Charles Paulus Bélanger, den Entdecker Louis-Isidore Duperrey und den Ornithologen Louis Pierre Vieillot an.
Ihr Mann benannte zwei Vogelarten nach ihr. 1827 eine Unterart des Grünrücken-Nektarvogels (Cinnyris jugularis clementiae) und 1830 die Blaukehlnymphe (Lampornis clemenciae).
Marie Clémence Lesson starb 1834 an Cholera.